# Bauhinia esquirolii
Bauhinia esquirolii är en ärtväxtart som beskrevs av François Gagnepain. Bauhinia esquirolii ingår i släktet Bauhinia och familjen ärtväxter. Inga underarter finns listade i Catalogue of Life.